# Lovisa Forstadius
Lovisa Forstadius, née le 16 juin 1987 à Lidingö, est une joueuse professionnelle de squash représentant la Suède. Elle atteint en décembre 2009 la 119e place mondiale sur le circuit international, son meilleur classement. Elle est championne de Suède en 2014.
Elle a une sœur Anna-Carin Forstadius également joueuse de squash et championne de Suède  à huit reprises.

## Palmarès

### Titres
- Championnats de Suède : 2014